# Kuchlmühle
Die Kuchlmühle oder Kuchelmühle ist eine Ortschaft mit 8 Einwohnern (Stand: 1. Jänner 2024) in der Katastralgemeinde Altenburg der Gemeinde Windhaag bei Perg im Bezirk Perg in Oberösterreich.

## Geographie

### Lage
Die Ortschaft besteht aus zerstreuten Häusern und befindet sich im südöstlichen Teil des Gemeindegebietes an der Naarn. Während sich der Gasthof Kuchlmühle direkt an der Naarn im Naarntal befindet, steht der Edthof auf einer Anhöhe über dem Naarntal.
Aus geologischer und geomorphologischer Sicht sowie unter Aspekten der Raumnutzung gehört Lehenbrunn teilweise zur oberösterreichischen Raumeinheit Südliche Mühlviertler Randlagen und zur oberösterreichischen Raumeinheit Aist-Naarn-Kuppenland.

### Grenzen
Die Kuchlmühle gehört zur Pfarre Perg, da sich in diesem Bereich die politischen und pfarrlichen Grenzen nicht decken.
Die Ortschaft Kuchlmühle wird durch die Naarn im Westen von der Ortschaft Judenleiten der Katastralgemeinde Lebing der Gemeinde Allerheiligen im Mühlkreis, von der Ortschaft Lanzenberg der Katastralgemeinde Weinzierl und vom ehemaligen Untervormarkt des Marktes Perg in der Stadtgemeinde Perg abgegrenzt.
Im Südosten und Osten reicht die in den Gemeinden Perg (Katastralgemeinde Pergkirchen) und Windhaag bei Perg (Katastralgemeinde Altenburg) liegende Ortschaft Karlingberg (Poschachersiedlung, Karlingberg, Forndorf und Pasching) und im Norden die Ortschaft Hochtor (Katastralgemeinde Altenburg) an das Ortschaftsgebiet heran.

### Brücken und Straßen
Ursprünglich führte die Naarntalstraße unmittelbar an der Kuchlmühle vorbei und überquerte bei dieser die Naarn. Eine Verbindungsstraße führt vom Naarntal zur Münzbacher Straße aus dem Naarntal hinaus.
Das Naarntal und die Kuchlmühle waren durch das Hochwasser 2002 stark betroffen, danach musste die Naarntalstraße von der Kuchlmühle Richtung Perg neu errichtet werden.

## Geschichte
Als Bezeichnung der Ortschaft war bis zu Beginn des 19. Jahrhunderts der Begriff Hadera gebräuchlich. Als Besitzer der Kuchlmühle wurde 1449 ein Hans Kuchelmüllner genannt, später gehörte das Objekt zum Urbar der Herrschaft Windegg (1664). 1786 befand sich die Liegenschaft im Bereich der Steuergemeinde Windhaag. Seit 1842 scheint als Besitzer die Familie Hametner auf. Oberhalb der Mühle befand sich ein Sägewerk, das 1952 abgerissen wurde. Die Mühle kann als kleines Museum besichtigt werden.
In der Kuchlmühle wurde früher neben dem Getreide mahlen auch eine Backstube betrieben, in der zu bestimmten Zeiten auch Lebkuchen hergestellt wurden.
Die Kuchlmühle hat Anfang der 1920er-Jahre Notgeld-Scheine in Umlauf gebracht.